# SRV Dominator

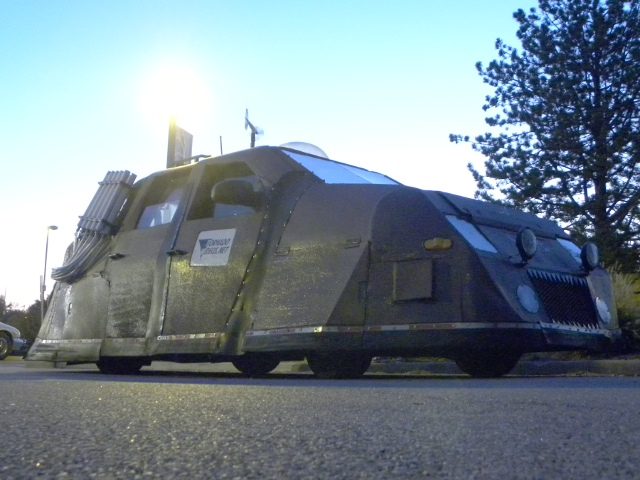
Der erste Dominator

SRV Dominator ist der Name einer Serie von bisher drei gepanzerten Fahrzeugen für das Stormchasing, die von Reed Timmer, einem US-amerikanischen Sturmjäger und Mitglied des TornadoVideos.Net-Teams, entwickelt wurden. SRV steht dabei für Storm Research Vehicle.
Im Jahre 2013 trat Reed Timmer mit den Fahrzeugen dem KFOR-TV-Stormchasing-Team 4WARN Storm Team bei, davor waren die ersten beiden Dominator-Fahrzeuge in der Discovery-Channel-Serie Verrückt nach Tornados zu sehen.

## Dominator
Dieses erste Fahrzeug ist ein modifizierter Chevrolet Tahoe Baujahr 2007, der in der Tornadosaison 2008  verwendet wurde und in der Saison 2009 als Dominator debütierte. Das Fahrzeug ist mit Metallplatten und zusätzlichen Polycarbonat-Fensterscheiben gegen von Tornados aufgewirbelte Trümmer geschützt, außerdem verfügt es über einen externen Überrollkäfig und Sicherheitsgurte ähnlich denen in NASCAR-Fahrzeugen. Der Dominator ist im Gegensatz zum Tornado Intercept Vehicle nicht dazu gedacht, direkt in Tornados hineinzufahren oder sie über sich hinweg ziehen zu lassen, da ihm unter anderem entsprechende Verankerungsvorrichtungen fehlen. Es ist aber möglich, damit sehr nahe an Tornados heranzufahren.
Im Jahre 2009 verstärkte sich in Nebraska ein Tornado direkt über dem Dominator, wobei das Fenster auf der Fahrerseite zu Bruch ging, da sich das externe Polycarbonat-Fenster nicht schließen ließ. Reed Timmer und einer seiner Passagiere wurden dabei durch Glassplitter verletzt.
Nach der Saison 2008 wurde die Panzerung des Fahrzeuges verstärkt, daneben erhielt es ein Radar, um damit Profile von Winden in verschiedenen Höhen innerhalb von Tornados zu erstellen. Außerdem erhielt es mit Druckluft betriebene Startrohre für Messsonden, die in Tornados hineingeschossen werden.
In der Saison 2011 hatte das Fahrzeug zunehmend mit technischen Problemen zu kämpfen, so gab es Brems- und Hydraulikausfälle, und das Polycarbonatfenster auf der Fahrerseite ließ sich nicht mehr ganz schließen.

## Dominator 2
Im Jahre 2011 kauften Reed Timmer und die anderen Mitglieder von TornadoVideos.Net einen GMC Yukon XL, um ihn zu einem zweiten Dominator umzubauen. Unterschiede zum ersten Dominator sind unter anderem der Flexible-Fuel-Motor, verbesserte Aerodynamik sowie drehbare Rücksitze. Außerdem verfügt der Dominator 2 über eine stärkere Panzerung und kann sich mit hydraulischen Abstützungen  am Boden verankern, wodurch er deutlich stärkeren Tornados standhalten kann als der erste Dominator. Reed Timmer sagte, dass auch beide Dominator-Fahrzeuge zugleich verwendet würden, wobei eines zum Datensammeln in den Tornado hineinfahre, während das andere Daten außerhalb des Tornados sammle.
Am 31. Mai 2013 wurde der Dominator 2 beschädigt, als er in einen Multivortex-Tornado bei El Reno, Oklahoma hineinfuhr. Dieser Tornado war mit einem Durchmesser von bis zu 4,2 Kilometern der breiteste Tornado seit Beginn der Aufzeichnungen und erreichte Geschwindigkeiten von mehr als 470 km/h, womit er der bisher größte und heftigste Tornado ist, in den ein Dominator-Fahrzeug hineinfuhr. Dieser Tornado war auch für den Tod von drei Stormchasern des TWISTEX-Teams, darunter Tim Samaras, verantwortlich, die kein gepanzertes Fahrzeug hatten.

## Dominator 3
Ende April 2013 wurde ein dritter Dominator fertiggestellt. Dieser nutzt als Basis den Pickup Ford Super Duty. Das Fahrzeug verfügt über eine elektrische Seilwinde, Flügeltüren und hydraulische Abstützungen zur Verankerung des Fahrzeuges. Es handelt sich außerdem um den ersten Dominator mit Dieselmotor. Er wurde erstmals während des Tornado-Outbreaks vom 18. bis zum 21. Mai eingesetzt, wo er dreimal in einen EF4-Tornado nahe Shawnee, Oklahoma hineinfuhr.